# Evil Dead II
Evil Dead II er en amerikansk horrorfilm fra 1987, instrueret af Sam Raimi som er en fortsættelse af hans egen film The Evil Dead (1981). 
Toeren havde et væsentligt højere budget end originalen og lægger i højere grad vægten på slapstick-agtig humor, centreret omkring hovedpersonen Ash (Bruce Campbell), der isoleres i en lille skovhytte, hvor han angribes af dæmoniske kræfter, som bl.a. besætter hans ene hånd.
På trods af, at filmen blev et internationalt hit, nåede den først et dansk biograflærred 31. oktober 1998, hvor den blev vist i Scala-biograferne som led i det første af Ekstra Bladets årlige Halloween-marathons. Den er dog udsendt i dansk hjemmevideodistribution, først på VHS fra Kavan under originaltitlen, og senere på DVD fra Sandrew Metronome, der kaldte den Evil Dead 2: Udrydderen.